# Chamaecrista rotundifolia
Chamaecrista rotundifolia är en ärtväxtart som först beskrevs av Christiaan Hendrik Persoon, och fick sitt nu gällande namn av Edward Lee Greene. Chamaecrista rotundifolia ingår i släktet Chamaecrista och familjen ärtväxter.

## Underarter
Arten delas in i följande underarter:
- C. r. grandiflora
- C. r. rotundifolia